# Miska Ylitolva
 (mars 2022).
Miska Ylitolva né le 23 mai 2004 à Espoo en Finlande, est un footballeur international finlandais. Il évolue actuellement[Quand ?] au poste d'arrière droit au HJK Helsinki.

## Biographie

### En club
Né à Espoo en Finlande, Miska Ylitolva et sa famille déménagent à Rovaniemi alors qu'il n'a que neuf ans. Il commence le football dans le club local du FC Santa Claus (en) avant de rejoindre le RoPS Rovaniemi où il poursuit sa formation et commence sa carrière. Il joue son premier match en professionnel le 6 février 2021, à l'occasion d'une rencontre de coupe de Finlande contre le FF Jaro. Il entre en jeu lors de cette rencontre remportée par son équipe sur le score de deux buts à un.
Le 20 janvier 2022, Miska Ylitolva rejoint le HJK Helsinki,.

### En équipe nationale
Miska Ylitolva est convoqué pour la première fois avec l'équipe nationale de Finlande en mars 2022. Cette convocation surprise par le sélectionneur Markku Kanerva est notamment due à un manque de joueurs fiables sur le côté droit de la défense de la Finlande. Ylitolva honore sa première sélection en étant titularisé le 26 mars contre l'Islande (1-1 score final). Avec cette apparition il devient le deuxième plus jeune joueur de l'histoire à porter le maillot de la sélection de Finlande, derrière Pasi Rautiainen.